# Skogskyrkogården

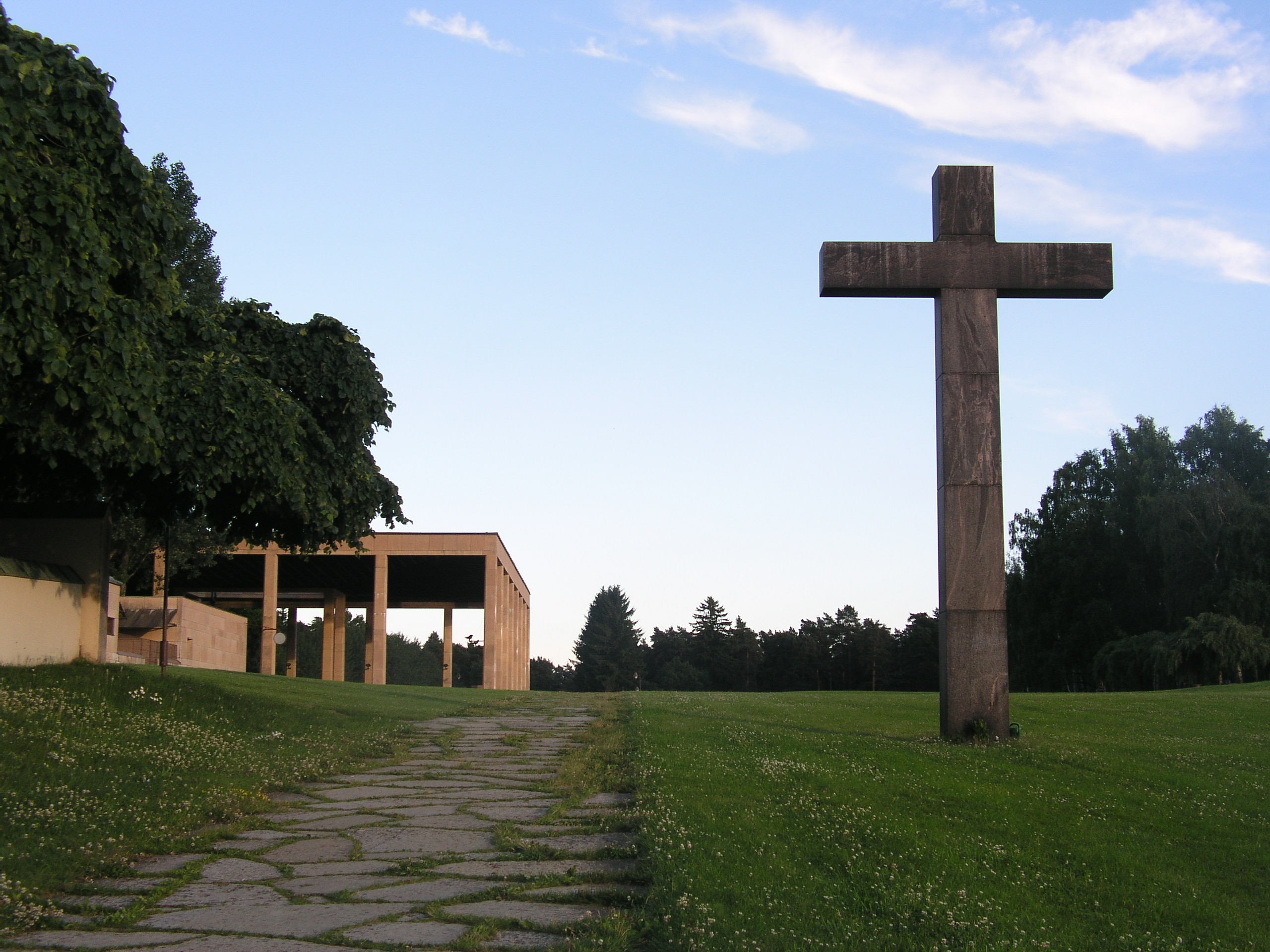
Het heilige kruis op het kerkhof Skogskyrkogården in Stockholm

Het kerkhof Skogskyrkogården ("Het Boskerkhof") is een van de veertien werelderfgoederen op de Werelderfgoedlijst van de UNESCO in Zweden. Het is een cultuurerfgoed en is in 1994 op de lijst opgenomen.
Dit kerkhof in Enskede, een buitenwijk van Stockholm, is ontstaan tussen 1917 en 1940. Het is ontworpen door twee jonge architecten, Gunnar Asplund en Sigurd Lewerentz, op de plaats van de vroegere delfgrond voor stenen, die met dennen overgroeid was. Het ontwerp verenigt de vegetatie met architectonische elementen, en haalt daarbij voordeel uit de onregelmatigheden van het grondstuk. De Kapel van de Opstanding werd gebouwd in 1926, het crematorium van 1934 tot 1940.
In het Tallum-paviljoen, in het zuidelijke deel van Skogskyrkogården, is een permanente tentoonstelling over het kerkhof en de beide architecten.
De reden voor opname op de werelderfgoedlijst was:
- Skogskyrkogården is een exceptioneel voorbeeld hoe architectuur en landschap gecombineerd kunnen worden in een kerkhof. Deze creatie heeft grote invloed gehad op het ontwerp van kerkhoven over de hele wereld.

Onder meer actrice Greta Garbo (1905-1990) en voetballer Lennart Skoglund (1929-1975) liggen hier begraven. Architect Asplund zelf heeft hier ook zijn laatste rustplaats.